# Electric Nana
Electric Nana, właśc. Mónica Vázquez Ruiz (ur. 28 kwietnia 1987 w Madrycie) – hiszpańska piosenkarka i kompozytorka.

## Edukacja
Mónica Vázquez ukończyła studia dziennikarskie. Posługuje się płynnie trzema językami: hiszpańskim, angielskim i francuskim.

## Kariera
Mónica Vázquez zaczęła swoją przygodę z muzyką w wieku czternastu lat, kiedy to nauczyła się grać na gitarze i na fortepianie. W 2007 roku piosenkarka zagrała swój pierwszy publiczny koncert, przybrała również pseudonim „Electric Nana”. W 2011 roku zyskała rozpoznawalność dzięki nawiązaniu współpracy z piosenkarzem Carlosem Jeanem, z którym nagrała singel „Lead the Way”. Utwór dotarł do 4. miejsca hiszpańskiej listy przebojów. Oprócz tego wraz z innymi artystami wzięła udział w nagraniu dwóch innych singli piosenkarza: „Made for Love” i „Blackstar”, który zadebiutował na 7. miejscu krajowej listy przebojów. Oprócz Carlosa Jeana Electric Nana współpracowała z takimi wykonawcami, jak m.in. DJ Nano, Why Five i Check Baby Check.
W 2012 roku Electric Nana wydała trzy solowe single: „Yes”, „Très mien” i „Playground”. W 2015 roku premierę miał jej nowy singel – „Won’t Stop”. Został on wydany także w akustycznej wersji, a zyski z jego sprzedaży zostały przekazane na potrzeby fundacji Fundación Vicente Ferrer. Pod koniec września tego samego roku ukazał się kolejny singel piosenkarki –„The One I Want”.
W 2015 roku Electric Nana wydała swoją debiutancką płytę studyjną zatytułowaną To Life!, na której znalazło się trzynaście utworów. Album zadebiutował na 76. miejscu krajowej listy najczęściej kupowanych płyt. W grudniu tego samego roku hiszpańska telewizja TVE ogłosiła, że Electric Nana zakwalifikowała się do finału krajowych eliminacji eurowizyjnych Objetivo Eurovisión. Jej konkursowy numer „Now” został wyprodukowany przez Guille’a Mostaę. 1 lutego 2016 roku piosenkarka zaśpiewała swoją propozycję w finale selekcji i zajęła w nim 5. miejsce ex aequo z Maverickiem. W maju była przewodniczącą hiszpańskiej komisji jurorskiej oceniającej występy uczestników 61. Konkursu Piosenki Eurowizji organizowanego w Sztokholmie.

## Dyskografia

### Albumy studyjne
- To Life! (2015)

### Single
- 2012 – „Yes”
- 2012 – „Très mien”
- 2012 – „Playground”
- 2015 – „Won’t Stop”
- 2015 – „The One I Want”
- 2016 – „Now”